# Nicolas Boileau
Pour les articles homonymes, voir Boileau et Despréaux.
Nicolas Boileau sieur Despréaux, également nommé Nicolas Boileau Despréaux, né le 1er novembre 1636 à Paris et mort le 13 mars 1711 dans la même ville, est un homme de lettres français du Grand Siècle. Poète, traducteur, polémiste et théoricien de la littérature, il fut considéré de son temps et pendant les deux siècles suivants comme le législateur ou le « Régent du Parnasse » pour son « intransigeance passionnée ». Admirateur et ami de Molière, familier d'Antoine Furetière, de Claude-Emmanuel Luillier dit Chapelle, d'Olivier Patru et de Guillaume de Lamoignon, premier président du parlement de Paris, il est, pendant le dernier quart du siècle, l'ami, le confrère et l'interlocuteur privilégié de Jean Racine.
Deux de ses frères aînés, Gilles Boileau et Jacques Boileau, se sont fait un nom dans l'histoire des lettres.

## Biographie

### Jeunesse et famille
Né dans le milieu de la petite bourgeoisie parlementaire, quinzième des seize enfants de Gilles (1er) Boileau, greffier de la Grand' Chambre du Parlement de Paris, Nicolas Boileau (dit Despréaux ou Des Préaux, pour le distinguer de son frère aîné Gilles II) est, dès son plus jeune âge, destiné au droit.

De constitution fragile, il est opéré de la taille à l'âge de onze ans. Il commence ses études au collège d'Harcourt (futur lycée Saint-Louis). Ce n'est qu'en troisième, après avoir rejoint le collège de Beauvais pour étudier le droit, qu'il se fait remarquer pour sa passion envers les grands poètes de l'antiquité latine.

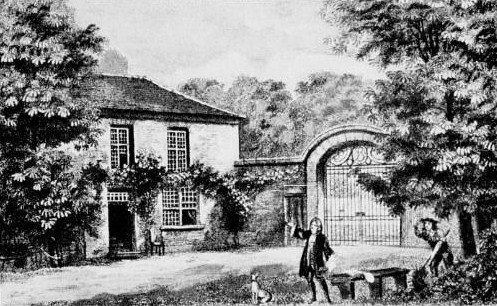
La maison de Boileau à Auteuil.

Son père le destinant à la cléricature, il entreprend des études de théologie à la Sorbonne, mais les abandonne presque immédiatement. Admis au barreau le 4 septembre 1656, il en est rapidement dégoûté.
À la mort de son père, en 1657, il hérite d'une rente de 1 500 livres, qui lui permet de vivre modestement et de se consacrer tout entier à la littérature.
En 1662, il se voit attribuer le bénéfice du prieuré de Saint-Paterne, doté de 800 livres de rente, qu'il restituera après s'en être démis, vers la fin de 1670, à la demande, dit-on, de son protecteur le président Guillaume de Lamoignon.

### Principaux écrits

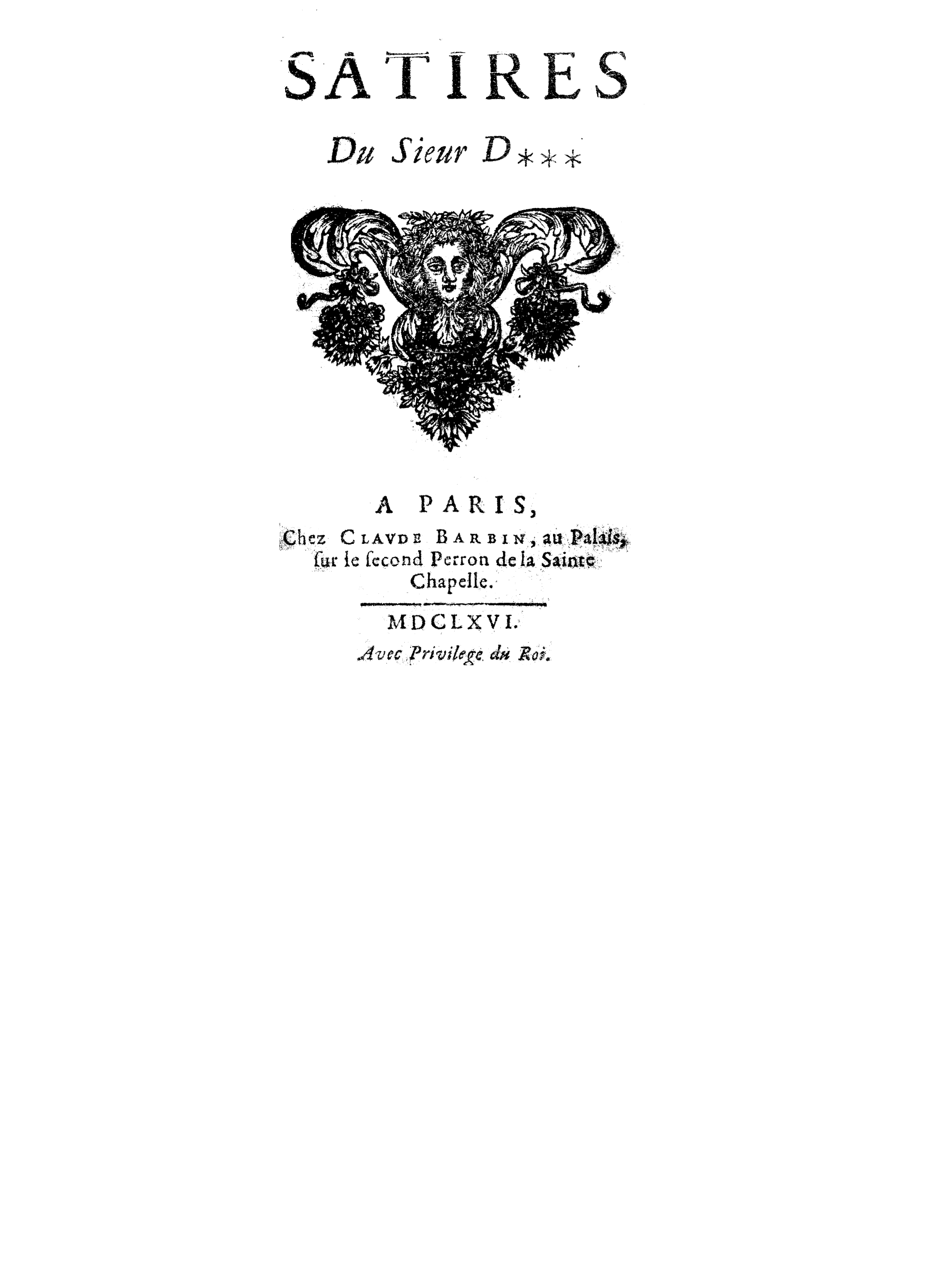
Page de titre de la première édition des Satires de Boileau.

#### Les Satires
Ses premiers écrits importants sont les Satires (composées à partir de 1657 et publiées en recueil à partir de 1666), inspirées des Satires d'Horace et de Juvénal. Il y brocarde, de manière parfois gratuite et pour le seul plaisir de la rime, un grand nombre de ses contemporains ; Jean Chapelain, Georges de Scudéry, Charles Cotin, Marc-Antoine Girard de Saint-Amant, Charles Coypeau d'Assoucy, Michel de Pure, Edme Boursault, Philippe Quinault ; qu'il considère comme de mauvais auteurs.
Laudateur de Malherbe, il admire Molière et Racine, mais, contrairement à ce qu'on a prétendu au dix-neuvième siècle, ne manifeste pas de goût particulier pour l'œuvre de La Fontaine, à laquelle il n'accorde aucune place dans son Art poétique.
Les sept premières satires, qui paraissent en 1666, obtiennent un succès considérable, que viennent encore accroître les protestations des auteurs qui y sont brocardés. Boileau répond à ses détracteurs dans une nouvelle satire, la neuvième, où se trouvent réunies « élégance du style et plaisanterie piquante ». L'abbé Charles Cotin, l'une des principales "victimes" du satiriste, répond à ces attaques dans La Critique désintéressée sur les satyres du temps.
La douzième satire, Sur l’Équivoque, composée en 1705, fut interdite de publication sur l'intervention du père jésuite Le Tellier, confesseur du roi, malgré les démarches contraires du duc Adrien-Maurice de Noailles. Elle circula cependant, après avoir été imprimée clandestinement (quelques semaines après la mort de son auteur) sur instruction de l'abbé Jacques Boileau qui voulait se venger des Jésuites tout en vengeant son frère.

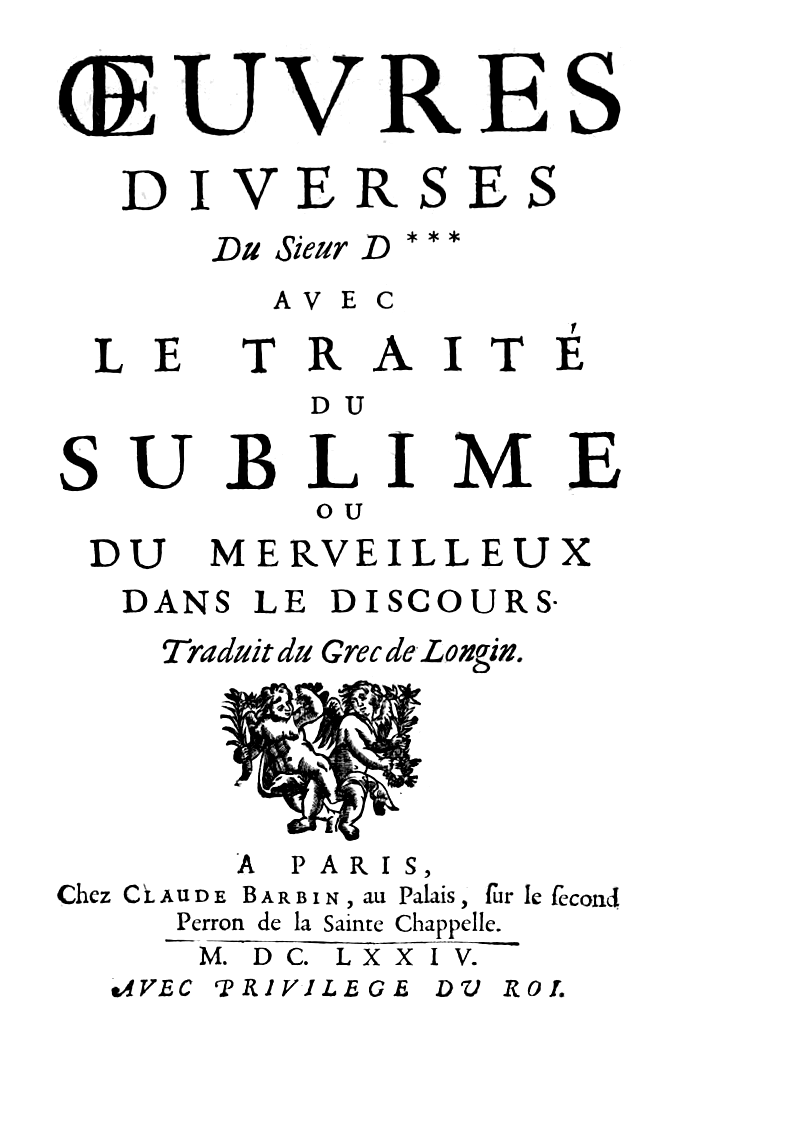

#### Les Épîtres
Parvenu à l'âge de la maturité, il compose douze Épîtres, qu'il fera paraître entre 1670 et 1697. « Aucune, écrit Charles-Henri Boudhors, ne s'emploie à versifier, sans intérêt actuel, sans motif personnel, quelque lieu commun de philosophie bourgeoise ou de morale universelle. Et toutes sont des satires encore, dont la pointe "rebouchée", la griffe ouatée (parfois) attestent que l'auteur a su "fléchir aux temps sans obstination", s'accommoder, se renouveler, s'ingénier, mais n'abandonne rien de ses intimes convictions politiques et morales, rien de son caractère de poète, rien de son "génie" propre. »
Au cours des premières années 1670, il compose les quatre chants de L'Art poétique et les quatre premiers de l'épopée burlesque du Lutrin, dont il a entrepris l'écriture pour répondre à un défi du président Guillaume de Lamoignon. « Il définit les différents genres avec précision, et donne les règles du beau en même temps qu'il en offre le modèle. »

#### L'Art poétique, le Lutrin, le Traité du sublime
Au cours de l'été 1674, Boileau fait paraître un volume intitulé Œuvres diverses du Sieur D***, avec le Traité du sublime ou du merveilleux dans le discours. On y trouve les neuf premières Satires, les quatre premières Épîtres, L'Art poétique en vers, encore inédit, les quatre premiers chants du Lutrin, eux aussi inédits, et la traduction (la première en langue vernaculaire) du Traité du sublime attribué au rhéteur grec Longin.
En octobre 1677, Boileau et Racine sont nommés historiographes du roi, en remplacement de Paul Pellisson-Fontanier. Au cours des années suivantes, Boileau accompagnera Louis XIV dans les campagnes de Flandre puis d'Alsace.
Le 15 avril 1684, il est élu à l'Académie française. L'année suivante il entre à l'Académie des inscriptions et médailles ou Petite Académie.

## Regards sur l'œuvre
Il est au XVIIe siècle l'un des principaux théoriciens de l'esthétique classique en littérature, ce qui lui vaudra d'être considéré comme le « législateur du Parnasse ». Il apparaît comme le chef de file des « Anciens » dans la fameuse Querelle des Anciens et des Modernes, qui divise les milieux littéraires et artistiques à la fin du XVIIe siècle.

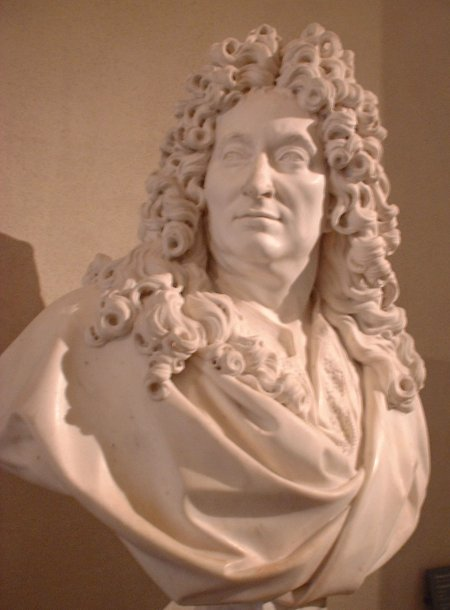
Buste par François Girardon.

Comme poète, il entreprend de définir le goût, et cherche à fixer d'une manière claire et précise les lois et les ressources de la poésie classique. Prenant modèle sur les grands poètes de l'Antiquité, qu'il défend et admire, il travaille avec une lente rigueur.
Malgré la prévention des philosophes du XVIIIe siècle, il était, naguère encore, pris comme référence scolaire pour la justesse, la solidité et le goût, l'art de conserver à chaque genre la couleur qui lui est propre, l'objectivité dans ses tableaux comme dans ses jugements, l'art de faire valoir les mots par leur arrangement, de relever les petits détails, d'agrandir son sujet, d'enchâsser des pensées fortes et énergiques dans des vers harmonieux mais toujours dominés par la raison.
Publié en juillet 1674, son Art poétique est, selon Pierre Clarac, « un résumé de la doctrine classique telle qu'elle avait été élaborée en France dans la première moitié du siècle. L'ouvrage n'a rien, et ne pouvait rien avoir d'original dans son inspiration. Mais ce qui le distingue de tous les traités de ce genre, c'est qu'il est en vers et qu'il cherche à plaire plus qu'à instruire. Composé à l'usage des gens du monde, il obtient auprès d'eux le plus éclatant succès ».
Madame de Sévigné lui dit un jour qu'il était « tendre en prose et cruel en vers ».
Louis Simon Auger fait un éloge de Boileau couronné par l'Institut en 1805.

## Œuvres

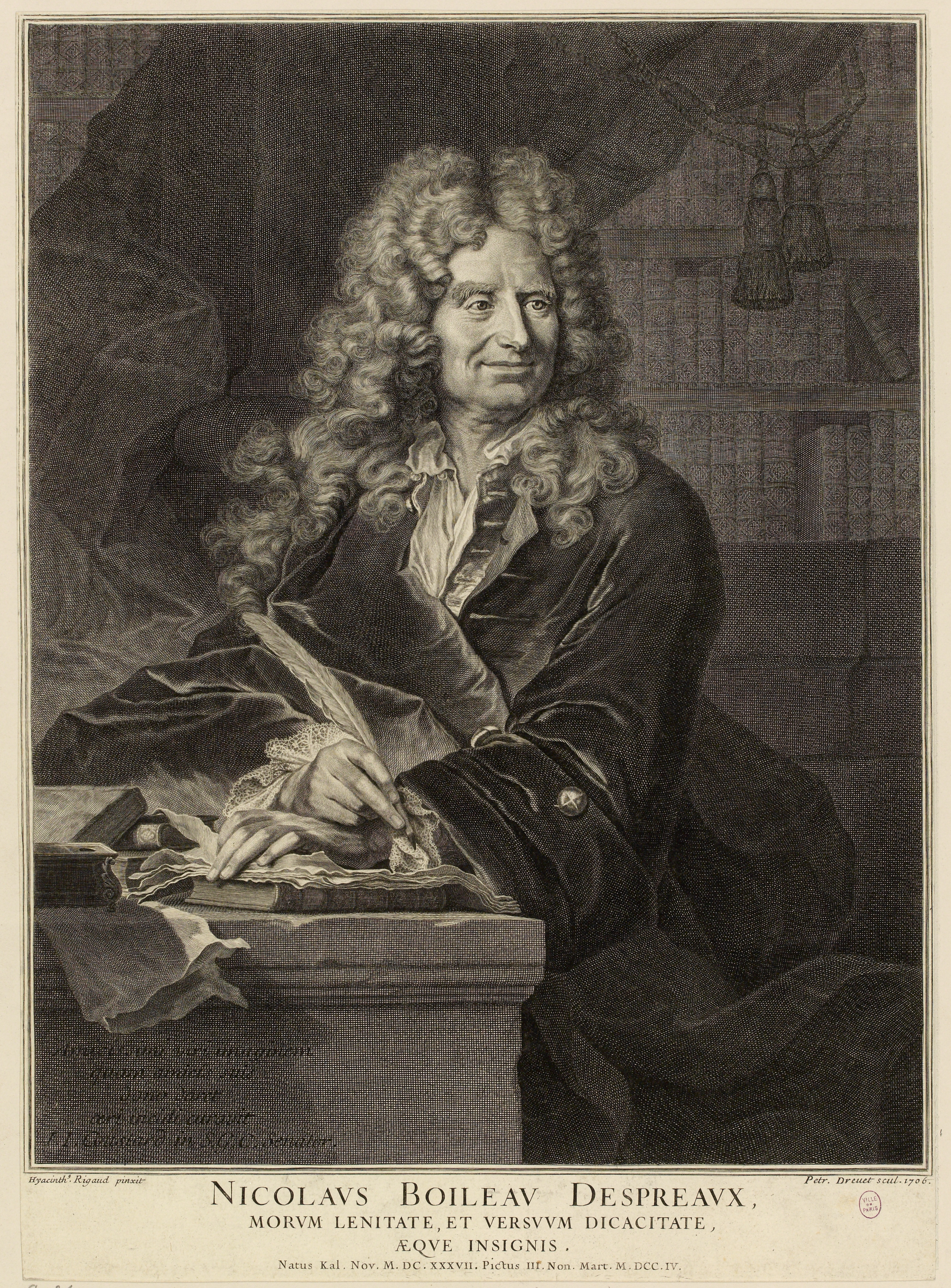
Boileau en 1706, de Hyacinthe Rigaud, gravé par Pierre Devret.

- Les Satires (1666-1716). Réédition : 2002.
- Épîtres (1670-1698). Réédition : 1937.
- Arrêt burlesque[17] (1671) (en collaboration)
- Poésies diverses avec Amitié Fidéle (1654)
- Le Lutrin (Poème héroï-comique) (1674-1683)
- L’Art poétique en vers (1674)
- Traité du sublime ou du Merveilleux dans le discours, traduit du grec de Longin, Paris, 1674 (lire en ligne ; transcr.) : avec introduction et notes par Francis Goyet, Paris, 1995  (ISBN 2-253-90713-8).
- Dialogue sur les héros de roman (1668/1713). (Une analyse de cet ouvrage se trouve dans l'article Réflexions sur le roman au XVIIIe siècle.)
- Réflexions critiques sur quelques passages du rhéteur Longin, où par occasion on répond à quelques objections de monsieur P*** [Perrault] contre Homère et contre Pindare (1694-1710)
- Lettres à Charles Perrault (1700)
- Œuvres de Boileau (1740), édition Pierre et Berthe Bricage 1961, 5 tomes, illustrations par Rémy Lejeune (Ladoré)
- Correspondance avec Brossette (1858)
- Sonnet sur la mort d'une parente,

## Hommages
- Il a notamment donné son nom, à Paris, à la rue Boileau, au hameau Boileau et à l'avenue Despréaux (16e arrondissement, dans la commune d'Auteuil où il vécut), et à Nantes à la rue Boileau, rue Boileau à Lyon dans le 6e arrondissement, de même que dans d'autres villes.
- Camille Saint-Saëns, Chanson à boire du bon vieux temps, sur un poème de N. Boileau, 1885.
- Roger Peyrefitte, Voltaire, t. I, Albin Michel, Paris, 1985.
- (354659) Boileau, astéroïde nommé en son hommage.
- La station de métro Boileau à Bruxelles a été nommée en son honneur.

### Sources
- Marie-Nicolas Bouillet  et Alexis Chassang (dir.), « Nicolas Boileau » dans Dictionnaire universel d’histoire et de géographie, 1878 (lire sur Wikisource)